# Giuseppe Camo
Giuseppe Camo (Cosenza, 4 agosto 1943) è un politico italiano.

## Biografia
Diplomato all'istituto magistrale, impegnato in politica con la Democrazia Cristiana, nel 1986 diventa consigliere regionale in Calabria, confermando il seggio anche dopo le elezioni del 1990; nel 1992 diventa assessore regionale. Mantiene tale incarico fino alla primavera del 1994, quando viene eletto al Senato della Repubblica con il PPI. Nell'estate del 1995 segue Rocco Buttiglione nella scissione che dà vita ai Cristiani Democratici Uniti, con tale partito conferma il seggio a Palazzo Madama anche dopo le elezioni politiche del 1996. Nel 1998 aderisce all'Unione Democratica per la Repubblica, al cui scioglimento nel marzo 1999 passa a I Democratici.
Alle elezioni politiche del 2001 viene eletto alla Camera dei deputati con l'Ulivo nel collegio uninominale di Rende e nella XIV Legislatura fa parte della Margherita. Conclude il proprio mandato parlamentare nel 2006.